# Antillen-Schlanknatter
Die Antillen-Schlanknatter (englisch Antilles Racer, französisch Couresse de la Guadeloupe; Alsophis antillensis) ist eine Schlangenart aus der Familie der Nattern. Sie ist endemisch auf einigen Inseln der Kleinen Antillen: auf Montserrat, auf Dominica und in Guadeloupe. Sie ist stark bedroht und nur noch auf Dominica weiter verbreitet, wahrscheinlich, weil auf der Insel keine Mangusten vorkommen.

## Beschreibung
Die Tiere werden 80 bis 100 cm lang, sind dunkelgrau/braun gefärbt, mit helleren Zeichnungen auf der Oberseite, die teilweise als Zick-Zack-Muster erscheinen. Das Reptil ist sehr scheu, ungiftig und völlig harmlos. Wenn sie aufgegriffen werden, können sie ein übelriechendes Kloakensekret absondern. Sie ernähren sich von Eidechsen und anderen Kleinlebewesen. Die Art ist eierlegend.

## Systematik
Die Forschung unterscheidet drei Unterarten: Alsophis antillensis antillensis, Alsophis antillensis manselli und Alsophis antillensis sibonius. Die Population auf Dominica wird dabei häufig auch als eigene Art A. sibonius angesehen. Die Unterart A. a. manselli ist auf Montserrat beschränkt. Die Population in Guadeloupe ist möglicherweise erloschen.
Synonyme sind Psammophis antillensis, Dromicus antillensis, Dromicus leucomelas.